# Back in Blood
Back in Blood är det finska bandet The 69 Eyes tionde studioalbum. Skivan släpptes den 28 augusti 2009 i Europa. Albumet är inspelat både i Helsingfors och Los Angeles.

## Låtlista
1. "Back in Blood" - 4:30
2. "We Own the Night" - 4:03
3. "Dead N' Gone" (feat. Benji Madden) - 3:40
4. "The Good, the Bad & the Undead" - 3:28
5. "Kiss Me Undead" - 3:58
6. "Lips of Blood" - 4:21
7. "Dead Girls Are Easy" - 3:55
8. "Night Watch" - 4:33
9. "Some Kind of Magick" - 3:43
10. "Hunger" - 4:34
11. "Suspiria Snow White" - 3:34
12. "Eternal" - 4:19

Bonus DVD Vampire Edition
1. "Dead Girls Are Easy" (Music Video)
2. "Devils" (Live)
3. "Don't Turn Your Back on Fear" (Live)
4. "Betty Blue" (Live)
5. "Christina Death" (Live)
6. "Crashing High" (Live)
7. "The Chair" (Live)
8. "Feel Berlin" (Live)
9. "Gothic Girl" (Live)
10. "Sister of Charity" (Live)
11. "Framed in Blood" (Live)
12. "Lost Boys" (Live)
13. "I Just Want to Have Something to Do" (Live)
14. "Brandon Lee" (Live)
15. "Back In Blood" (Electronic Press Kit)
16. "Extra Video Material And Web Links"